# Marseille
Marseille je glavno mesto in občina jugovzhodne francoske regije Provansa-Alpe-Azurna obala, prefektura departmaja Bouches-du-Rhône. Leta 2019 je mesto imelo okoli 870.000 prebivalcev.
Marseille je drugo največje mesto in tretje največje metropolitansko območje v Franciji. Je največje francosko komercialno pristanišče.

## Geografija
Marseille se nahaja v Provansi ob Sredozemskem morju.

## Uprava
Marseille je sedež petindvajsetih kantonov:
- Kanton Marseille-La Belle-de-Mai (del občine Marseille: 25.878 prebivalcev),
- Kanton Marseille-Belsunce (del občine Marseille: 27.992 prebivalcev),
- Kanton Marseille-La Blancarde (del občine Marseille: 30.168 prebivalcev),
- Kanton Marseille-Le Camas (del občine Marseille: 27.506 prebivalcev),
- Kanton Marseille-La Capelette (del občine Marseille: 34.292 prebivalcev),
- Kanton Marseille-Les Cinq-Avenues (del občine Marseille: 29.846 prebivalcev),
- Kanton Marseille-Les Grands-Carmes (del občine Marseille: 29.060 prebivalcev),
- Kanton Marseille-Mazargues (del občine Marseille: 35.890 prebivalcev),
- Kanton Marseille-Montolivet (del občine Marseille: 33.644 prebivalcev),
- Kanton Marseille-Notre-Dame-du-Mont (del občine Marseille: 31.102 prebivalca),
- Kanton Marseille-Notre-Dame-Limite (del občine Marseille: 33.472 prebivalcev),
- Kanton Marseille-Les Olives (del občine Marseille: 27.052 prebivalcev),
- Kanton Marseille-La Pointe-Rouge (del občine Marseille: 31.116 prebivalcev),
- Kanton Marseille-La Pomme (del občine Marseille: 38.701 prebivalec),
- Kanton Marseille-La Rose (del občine Marseille: 33.206 prebivalcev),
- Kanton Marseille-Saint-Barthélemy (del občine Marseille: 37.629 prebivalcev),
- Kanton Marseille-Sainte-Marguerite (del občine Marseille: 36.868 prebivalcev),
- Kanton Marseille-Saint-Giniez (del občine Marseille: 34.607 prebivalcev),
- Kanton Marseille-Saint-Just (del občine Marseille: 32.749 prebivalcev),
- Kanton Marseille-Saint-Lambert (del občine Marseille: 26.218 prebivalcev),
- Kanton Marseille-Saint-Marcel (del občine Marseille: 29.981 prebivalcev),
- Kanton Marseille-Saint-Mauront (del občine Marseille: 40.392 prebivalcev),
- Kanton Marseille-Les Trois Lucs (del občine Marseille: 25.324 prebivalcev),
- Kanton Marseille-Vauban (del občine Marseille: 29.668 prebivalcev),
- Kanton Marseille-Verduron (del občine Marseille: 35.752 prebivalcev).

Mesto je tudi sedež okrožja, v katerem se poleg njegovih nahajajo še kantoni Allauch, Aubagne-Vzhod/Zahod, La Ciotat in Roquevaire z 980.082 prebivalci.

## Zgodovina
Naselje je ustanovilo jonsko mesto Fokaja kot svojo kolonijo v 6. stoletju pred našim štetjem pod imenom Massalia. S prihodom starih Grkov na to ozemlje dobi pod njihovo upravo status republike in se uspešno razvija kot pristaniško in trgovsko mesto kot tudi kulturno središče. Pod pritiskom ligurskih plemen so se Grki zatekli pod okrilje rimske vojske, ki so prispeli na to območje leta 125 pr. n. št. Tedanja Massilia je kljub temu še nadaljnja tri stoletja zadržala status svobodnega trgovskega mesta pod grško upravo. 
S propadom Rimskega cesarstva postane tudi Massilia plen galskih plemen. S prihodom krščanstva v začetku 6. stoletja upravo nad mestom počasi prevzame lokalna Cerkev, območje Massilie pa se od nekdaj zelo razvitega mesta zmanjša na utrjeni del škofije.  
Ponovni razcvet doživlja Marseille v 10. in 11. stoletju pod zaščito provansalskih viskontov, ko postane izhodiščno pristanišče za križarske vojne. Leta 1214 Marseille ponovno postane neodvisna republika, vendar le do 1252. Leta 1347 mesto prizadene kuga, ki pomori več kot polovico prebivalstva (od takratnih 90.000). Po plenjenju in opustošenju mesta s strani Aragoncev v letu 1423 je Marseille kmalu ponovno oživil. Leta 1437 je provanški grof Rene Anžujski; kot naslednik svojega očeta Ludvika II. bi moral postati kralj Sicilije; s prihodom v Marseille naredil kraj za najutrjenejše naselje zunaj Pariza. Status dotedanjega kraja je dvignil na nivo mesta in mu odobril določene privilegije. V tem času je Marseille bil glavna pomorska baza anžujskemu vojvodu pri ponovnem zavzetju Sicilskega kraljestva.
Po priključitvi Provanse k Franciji leta 1481 je Marseille ohranil posebno upravo pod nadzorstvom kraljevih odposlancev. V letu 1660, za časa vladavine Ludvika XIV., se je mesto začelo širiti tudi zunaj mestnega obzidja.
Proti koncu 18. stoletju so meščani pozdravili revolucionarne ideje. Leta 1792 je tako 500 prostovoljcev s pesmijo "Chant de guerre pour l'armée du Rhin" vstopilo v Pariz, kjer so jih množice ljudi navdušeno sprejele. Pesem je kasneje postala francoska državna himna pod imenom La Marseillaise.
V drugi polovici 19. stoletja se Marseille še nadalje širi kot "glavno cesarsko pristanišče". V tem času so zgrajene široke avenije in številne velike stavbe. V prvi polovici 20. stoletja je Marseille praznoval status trgovskega mesta in pristanišča skozi kolonialne razstave 1906, 1922; iz tega časa izvira veličastno stopnišče na železniški postaji, poveličevano francoske kolonialne uspehe. Leta 1934 je bil v pristanišču med srečanjem s francoskim zunanjim ministrom Barthoujem umorjen jugoslovanski kralj Aleksander I. Karađorđević.
Med drugo svetovno vojno, v času nemške okupacije, je bil Marseille močno središče Francoskega odporniškega gibanja, zaradi tega je bila več kot tretjina starega dela mesta uničenega v množičnem projektu čiščenja s ciljem zmanjšati možnosti za skrivanje in organiziranje članov odporniškega gibanja.
Po vojni je bila večina mesta obnovljenega v 50. letih. V tem času je mesto služilo kot dohodno pristanišče za več kot milijon imigrantov iz nekdanjih francoskih kolonij, predvsem Alžirije.

Po naftni krizi 1973 in padcu gospodarstva je Marseille postal leglo kriminalne dejavnosti z veliko stopnjo revščine, s pomočjo načrtov in skladov Evropske zveze pa se je razvilo v moderno mesto z osnovo na napredni tehnologiji in oljni rafineriji.

## Kultura
Marseille je bil Evropska prestolnica kulture leta 2013.

## Šport
V mestu je med letoma 1932 in 1952 šestkrat potekala dirka za Veliko nagrado Marseilla.
- nogometni klub Olympique de Marseille, ustanovljen v letu 1899; večkratni državni prvak, zmagovalec Francoskega pokala, zmagovalec Lige prvakov 1992/93. Domače tekme igra na stadionu Stade Vélodrome.

## Pobratena mesta
- Abidjan (Slonokoščena obala),
- Antwerpen (Belgija),
- Erevan (Armenija),
- Dakar (Senegal),
- Gdansk (Pomorjansko vojvodstvo, Poljska),
- Genova (Ligurija, Italija),
- Glasgow (Škotska, Združeno kraljestvo),
- Haifa (Izrael),
- Hamburg (Nemčija),
- Kobe (Honšu, Japonska),
- København (Danska),
- Limassol (Ciper),
- Marakeš (Maroko),
- Odesa (Ukrajina),
- Pirej (Atika, Grčija),
- Ramat Gan (Izrael),
- Šanghaj (Ljudska republika Kitajska).